# 나가노시
나가노시(일본어: 長野市)는 일본 나가노현 북부의 중심 도시이자 현청 소재지이다. 중핵시로 지정되어 있다.
산으로 둘러싸여 있어 겨울에 스키를 타기 좋고 동계 스포츠를 즐기는 데 유리한 곳이며 1998년 동계 올림픽 개최 도시이기도 하다. 7세기경 나가노현 이다시에서 옮겨온 젠코지(善光寺)를 중심으로 번영해 왔다. 젠코지 몬젠마치를 중심으로 하는 구 나가노정 등은 가미미노치군에 속하였으며, 이후 나가노시 지역은 그 외에 구 사라시나군, 하니시나군, 가미타카이군에 걸친다.

## 인접한 자치체
- 북 - 가미미노치군 시나노정, 이즈나정, 니가타현 묘코시
- 동 - 나카노시, 가미타카이군 오부세정, 스자카시
- 남 - 우에다시, 지쿠마시
- 남서 - 오마치시, 히가시치쿠마군 오미촌, 지쿠호쿠촌, 이쿠사카촌
- 서 - 가미미노치군 오가와촌
- 북서 - 기타아즈미군 하쿠바촌, 오타리촌

## 기후
폭설 지대는 동해측 기후로 겨울에 눈이 많다. 이외 지역은 중앙 고지식 기후이다.
| 나가노시의 기후                                              | 나가노시의 기후 | 나가노시의 기후 | 나가노시의 기후 | 나가노시의 기후 | 나가노시의 기후 | 나가노시의 기후 | 나가노시의 기후 | 나가노시의 기후 | 나가노시의 기후 | 나가노시의 기후 | 나가노시의 기후 | 나가노시의 기후 | 나가노시의 기후 |
| 월                                                           | 1월             | 2월             | 3월             | 4월             | 5월             | 6월             | 7월             | 8월             | 9월             | 10월            | 11월            | 12월            | 연간            |
| ------------------------------------------------------------ | --------------- | --------------- | --------------- | --------------- | --------------- | --------------- | --------------- | --------------- | --------------- | --------------- | --------------- | --------------- | --------------- |
| 역대 최고 기온 °C (°F)                                       | 18.1 (64.6)     | 22.5 (72.5)     | 24.7 (76.5)     | 30.8 (87.4)     | 34.2 (93.6)     | 35.9 (96.6)     | 37.9 (100.2)    | 38.7 (101.7)    | 36.3 (97.3)     | 32.2 (90.0)     | 26.2 (79.2)     | 22.0 (71.6)     | 38.7 (101.7)    |
| 일평균 최고 기온 °C (°F)                                     | 3.8 (38.8)      | 5.3 (41.5)      | 10.3 (50.5)     | 17.4 (63.3)     | 23.2 (73.8)     | 26.1 (79.0)     | 29.7 (85.5)     | 31.1 (88.0)     | 26.2 (79.2)     | 19.7 (67.5)     | 13.4 (56.1)     | 6.9 (44.4)      | 17.8 (64.0)     |
| 일일 평균 기온 °C (°F)                                       | −0.4 (31.3)     | 0.4 (32.7)      | 4.3 (39.7)      | 10.6 (51.1)     | 16.4 (61.5)     | 20.4 (68.7)     | 24.3 (75.7)     | 25.4 (77.7)     | 21.0 (69.8)     | 14.4 (57.9)     | 7.9 (46.2)      | 2.3 (36.1)      | 12.3 (54.1)     |
| 일평균 최저 기온 °C (°F)                                     | −3.9 (25.0)     | −3.7 (25.3)     | −0.5 (31.1)     | 4.9 (40.8)      | 10.9 (51.6)     | 16.1 (61.0)     | 20.5 (68.9)     | 21.5 (70.7)     | 17.2 (63.0)     | 10.3 (50.5)     | 3.4 (38.1)      | −1.5 (29.3)     | 7.9 (46.2)      |
| 역대 최저 기온 °C (°F)                                       | −17.0 (1.4)     | −16.4 (2.5)     | −14.6 (5.7)     | −6.5 (20.3)     | −1.8 (28.8)     | 3.9 (39.0)      | 10.2 (50.4)     | 10.7 (51.3)     | 5.5 (41.9)      | −1.9 (28.6)     | −11.4 (11.5)    | −15.2 (4.6)     | −17.0 (1.4)     |
| 평균 강수량 mm (인치)                                        | 54.6 (2.15)     | 49.1 (1.93)     | 60.1 (2.37)     | 56.9 (2.24)     | 69.3 (2.73)     | 106.1 (4.18)    | 137.7 (5.42)    | 111.8 (4.40)    | 125.5 (4.94)    | 100.3 (3.95)    | 44.4 (1.75)     | 49.4 (1.94)     | 965.1 (38.00)   |
| 평균 강설량 cm (인치)                                        | 63 (25)         | 50 (20)         | 17 (6.7)        | 2 (0.8)         | 0 (0)           | 0 (0)           | 0 (0)           | 0 (0)           | 0 (0)           | 0 (0)           | 1 (0.4)         | 30 (12)         | 163 (64)        |
| 평균 강수일수 (≥ 0.5 mm)                                     | 12.7            | 11.0            | 11.3            | 9.8             | 9.6             | 11.6            | 13.5            | 10.8            | 10.6            | 9.2             | 8.6             | 11.2            | 130.0           |
| 평균 강설일수                                                | 24.0            | 20.1            | 15.6            | 3.2             | 0.0             | 0.0             | 0.0             | 0.0             | 0.0             | 0.0             | 3.6             | 19.0            | 85.6            |
| 평균 상대 습도 (%)                                           | 79              | 74              | 68              | 61              | 63              | 71              | 75              | 73              | 74              | 75              | 76              | 79              | 72              |
| 평균 월간 일조시간                                           | 128.4           | 140.2           | 173.3           | 199.4           | 214.8           | 167.4           | 168.8           | 201.1           | 151.2           | 152.1           | 142.3           | 131.1           | 1,969.9         |
| 출처: 일본 기상청 (평년값: 1991년~2020년, 극값: 1889년~현재) |                 |                 |                 |                 |                 |                 |                 |                 |                 |                 |                 |                 |                 |

## 역사
- 시역은 고대의 시나노국의 미노치군(水内郡), 다카이군(高井郡), 하니시나군(埴科郡), 사라시나군(更級郡)에 걸쳐 있었다.
- 642년에 젠코지가 현재의 이다시에서 옮겨 왔다. 이후 젠코지의 몬젠마치이자 홋코쿠 가도의 역참 마을로 번창하였다.
- 다케다 신겐과 우에스기 겐신이 12년간 5차례 싸운 가와나카지마 전투의 무대가 되었다.
- 1742년 - 지쿠마가와 대홍수(千曲川大洪水)가 발생해 아카누마(구 도요노정과의 경계 부근)가 수위 6.4m를 기록했다.
- 1847년 5월 8일 - 젠코지 지진으로 사망자가 약 1만 명 정도 발생했다(이이야마 등의 피해도 포함).
- 1889년 4월 1일 - 정촌제 시행으로 가미미노치군 나가노정·니시나가노정·미나미나가노정·모스게촌 및 쓰루가정의 일부 구역으로 나가노정(長野町)이 발족하였다.
  - 쓰루가정의 잔여부는 가미미노치군 세리타촌의 일부가 되었다.
- 1897년 4월 1일 - 나가노정이 시로 승격해 나가노시(長野市)가 되었다. (나가노현 최초이며 일본 전체로는 43번째)
- 1923년 7월 1일 - 가미미노치군 요시다정·세리타촌·미와촌·고마키촌을 편입하였다.
- 마쓰시로 대본영이 조성되었다. 1944년 착공했으나 1945년 종전으로 공사 도중 폐기되었다.
- 1954년 4월 1일 - 가미미노치군 아사히촌·후루사토촌·야나기하라촌·와카쓰키촌·아사카와촌·나가누마촌·아모리촌·오타기리촌·이모이촌·마메지마촌을 편입하였다.
- 1959년 - 지쿠마가와 수해에 의해 사망자·행방불명자 71명, 침수가옥 2만 호 이상이 발생했다.
- 1966년 10월 16일 - 나가노시·시노노이시·사라시나군 가와나카지마정·고호쿠촌·신코촌·가미미노치군 나니아이촌·하니시나군 마쓰시로정·가미타카이군 와카호정이 합병하여 새로운 나가노시가 발족하였다.
- 1965년~1970년 - 마쓰시로 군발지진이 5년 반 동안 연이어 발생했다.
- 1985년 - 지부 산지 미끄럼 재해로 사망자 26명이 발생하고 가옥 60호가 붕괴되었다.
- 1998년 - 동계 올림픽, 동계 패럴림픽이 개최되었다.
- 1999년 - 중핵시로 지정되었다.
- 2005년 1월 1일 - 가미미노치군 도요노정, 도가쿠시촌, 기나사촌, 사라시나군 오오카촌을 편입하였다.
- 2010년 1월 1일 - 가미미노치군 신슈신정·나카조촌을 편입하였다.

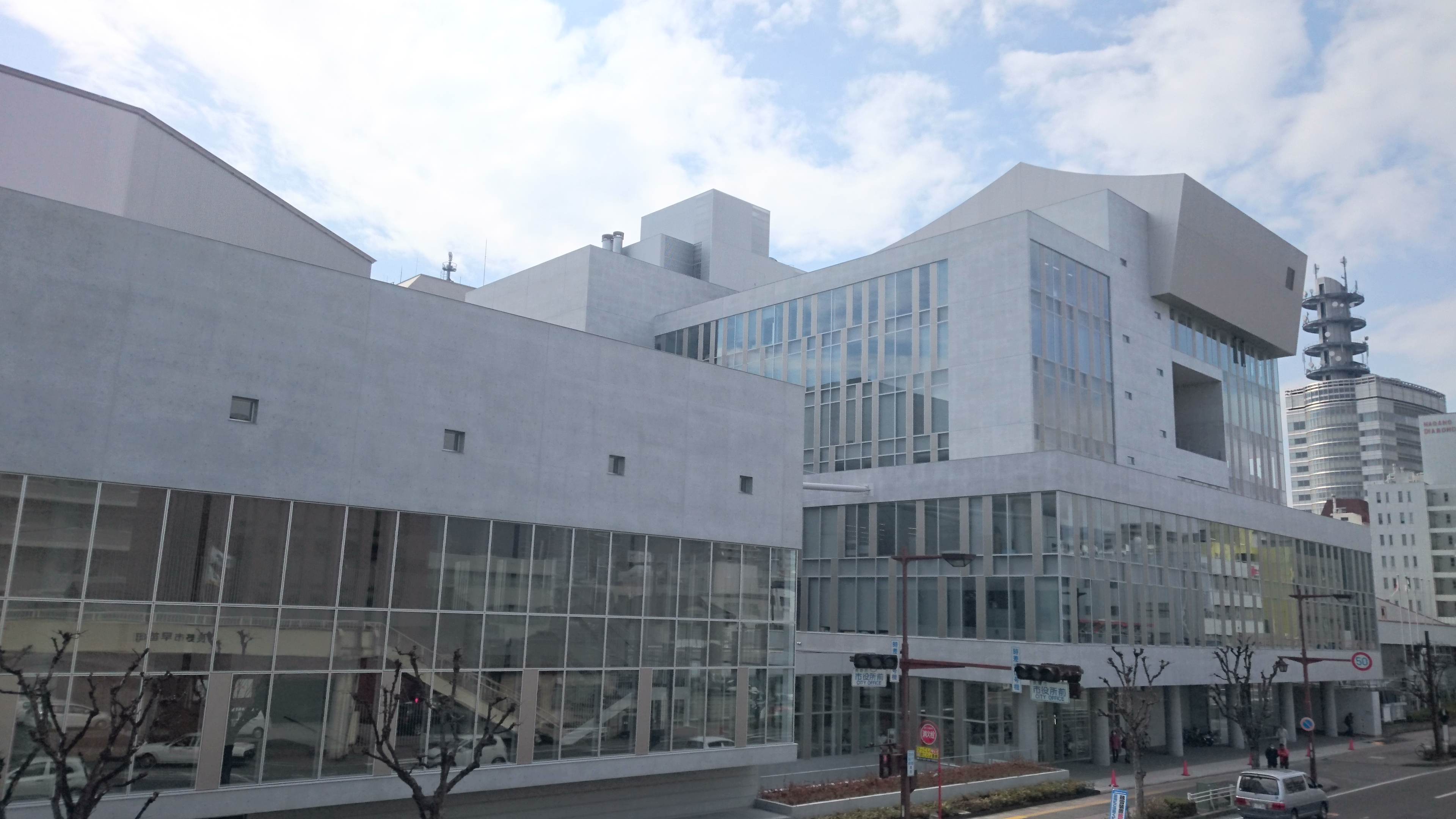
나가노시청

## 교통

### 도로
- 고속도로
  - 나가노 자동차도
  - 조신에쓰 자동차도
- 일반 국도
  - 국도 18호선: 다카사키~조에쓰
  - 국도 19호선: 나고야~나가노
  - 국도 117호선
  - 국도 403호선
  - 국도 406호선

### 철도
- 동일본 여객철도
  - 호쿠리쿠 신칸센(도쿄, 도야마, 가나자와 방면)
  - 시노노이선(마쓰모토, 고후, 나고야 방면)
  - 신에쓰 본선(나오에쓰 방면)
  - 이야마선(이야마 방면)
- 나가노 전철
  - 나가노선(스자카 방면)
  - 야시로선(2012년 4월 폐선)
- 시나노 철도
  - 시나노 철도선(우에다 방면)
  - 기타시나노선(묘코 방면)

### 버스
- 가와나카지마 버스
- 나가노전철 버스

## 스포츠
J3리그 소속 AC 나가노 파르세이루가 있다.

## 인구
| 연도 | 인구    | ±%     |
| ---- | ------- | ------ |
| 1920 | 212,182 | —      |
| 1925 | 222,141 | +4.7%  |
| 1930 | 234,503 | +5.6%  |
| 1935 | 239,513 | +2.1%  |
| 1940 | 241,716 | +0.9%  |
| 1945 | 295,090 | +22.1% |
| 1950 | 300,756 | +1.9%  |
| 1955 | 303,435 | +0.9%  |
| 1960 | 303,458 | +0.0%  |
| 1965 | 310,399 | +2.3%  |
| 1970 | 322,825 | +4.0%  |
| 1975 | 342,120 | +6.0%  |
| 1980 | 358,173 | +4.7%  |
| 1985 | 369,023 | +3.0%  |
| 1990 | 377,261 | +2.2%  |
| 1995 | 387,359 | +2.7%  |
| 2000 | 387,911 | +0.1%  |
| 2005 | 386,572 | −0.3%  |
| 2010 | 381,511 | −1.3%  |
| 2015 | 377,598 | −1.0%  |
| 2020 | 372,760 | −1.3%  |

|                                              | |
| 나가노시의 전국의 연령별 인구 분포（2005년） | 나가노시의 연령·남녀별 인구 분포（2005년）                                                                                |
| ■자주색 ― 나가노시 ■녹색 ― 일본전국          | ■파랑색 ― 남자 ■빨간색 ― 여자                                                                                             |
| · 나가노시（에 해당되는 지역）의 인구추이    | |
| 일본 총무성 통계국 국세조사 결과             | |
|                                              | 이 그래프는 더 이상 지원되지 않는 레거시 그래프 확장 기능을 사용하고 있습니다. 새로운 차트 확장 기능으로 변환해야 합니다. |

## 자매결연도시
- 미국 플로리다주 클리어워터 (1959년)
- 중국 허베이성 스자좡시(1981년)
- 대한민국 서울특별시 양천구(2007년)